# Éric Walter (auteur)
Pour les articles homonymes, voir Éric Walter et Walter.
Eric Walter est un auteur franc-comtois né le 16 mars 1968 à Belfort.

## Biographie
Il a notamment écrit Recueil (éditions Projet 90, 1998, réédité aux éditions À l'écoute des poètes) ainsi que Le Chant des terres. En 2009, il a publié un conte illustré par son épouse Nathalie, intitulé Dans la forêt. Il est à l'origine du Festival Peinture & Écriture.
Il fut dans les années 1980-1990 le parolier et chanteur du groupe Sombre Septembre. Médaillé de la jeunesse et des sports, élu municipal de 1995 à 2020, il fut par ailleurs, entre 2008 et 2014, maire adjoint chargé de la communication et de l'action culturelle de son village Éloie. Son action municipale fut marquée par sa volonté constante d'allier tradition et progrès. Très attaché à la mémoire des "anciens", il s'est aussi beaucoup investi pour "son" école communale.
Fondateur de la revue « l’Echo d’Eloie Illustré » dont il fut le rédacteur en chef de 2001 à 2014, il a collaboré au « Journal de l’animation », à la revue « le Lion à Plumes », au fanzine « Crayon d’papier », au magazine « passerelles ». Il est membre de la rédaction du journal « Murmures des Glacis » depuis 2016.
En février 2017, avec les adolescents qu’il encadre au sein du Service Jeunesse de la ville de Belfort – atelier Images & Bulles –  il a participé à « des comics trips contre les discriminations » sous l’égide du CIJ de Haute-Saône ; un ouvrage « Mix & co » dirigé par l'illustrateur François Roussel  (ISBN 979-10-699-0077-6) a été édité en mai 2017. L'année suivante, avec l'écrivain Philippe Vilain, l'opération est reconduite sur le thème « écrire la différence » . Des jeunes volontaires d'Unis Cité, effectuant un service civique, auront grandement contribué à la réussite de cet atelier d'écriture.
En juin 2022, il crée Forêt en Tous Sens, une structure par le biais de laquelle il anime des séances de shinrin-yoku (immersions sensorielles en milieu sylvestre) et encadre des randonnées en zone montagne.

## Œuvres
- Recueil, 1998, Éditions Projet 90. Réédition 2000, Éditions À l'écoute des poètes,  (ISBN 978-2913851054)
- Cercueil, suivi du Roman de Renart, une aventure comtoise, 1999, Éditions À l'écoute des poètes,  (ISBN 2913851010)
- Le chant des terres, 2005, Éditions À l'écoute des poètes,  (ISBN 978-2913851412)
- Dans la forêt : autumnus, 2009, Éditions À l'écoute des poètes,
- Dehors, c'est l'hiver, 2012, Éditions À l'écoute des poètes,
- Endry le Lheum, la prophétie de la différence, (en collaboration), 2007, Éditions Images & Bulles,  (ISBN 978-2-952930-70-3)
- Les animaux étranges du monde d'Endry, (en collaboration), 2008, Éditions Images & Bulles,